# Ctibor Letošník
Ctibor Letošník (Jičín, 14 augustus 1931 – 2018) is een Tsjechisch componist, muziekpedagoog en dirigent.

## Levensloop
Letošník studeerde aan de Pedagogische faculteit van de Universiteit Jan Evangelista Purkyně Ústí nad Labem, Verder studeerde hij koorleiding bij Čestmír Stašek in Praag. Daarnaast doorliep hij diverse dirigentencursussen en seminaries van muziek- en koorfederaties. Van 1953 tot 1955 was hij dirigent van een militaire koor en een en de Militaire muziekkapel Košice. Van 1955 tot 1963 was hij muziekleraar en dirigent aan de academische DPS scholen in Držkov. Vanaf 1963 tot zijn pensionering was hij muziekleraar den dirigent op scholen in de regio Jablonec nad Nisou en Kokonín. Verder is hij - samen met zijn dochter Olga Fröhlichová - dirigent van het blokfluitensemble Jablonecká Píštalka, waarmee ook concertreizen in het buitenland (Verenigd Koninkrijk, Duitsland, Frankrijk, Hongarije) gemaakt werden.
Als componist schreef hij vooral werken voor blokfluit(-ensemble), maar ook een werk Capriccio voor klarinet en harmonieorkest (1996).
Letošník overleed in 2018.